# На другой стороне
На другой стороне (хорв. S one strane) — хорватско-сербский драматический фильм, снятый Зринком Огреста. Мировая премьера ленты состоялась 14 февраля 2016 года на Берлинском кинофестивале.
Фильм был выдвинут Хорватией на премию «Оскар» за лучший фильм на иностранном языке.

## Сюжет
Фильм рассказывает о медсестре Весне, которая получает звонок от бывшего мужа, который оставил ее 20 лет назад, чтобы воевать в Боснии.